# Cartas sin destino
Cartas sin destino é uma telenovela mexicana, produzida pela Televisa e exibida em 1973 pelo El Canal de las Estrellas.

## Elenco
- Jacqueline Andere - Rosina
- Ernesto Alonso - Don Marcelo
- José Alonso - Fabián
- Claudia Islas - Procopia "Propia"
- Anita Blanch - Doña Prizca
- Enrique Lizalde - Javier
- Lucía Méndez
- Norma Lazareno
- Lupita D'Alessio
- Sergio Jiménez
- Héctor Bonilla
- Raquel Olmedo
- Columba Domínguez
- Malena Doria
- Dagoberto Rodríguez
- Kiki Herrera Calles
- Celia Manzano
- Félix González
- Miguel Manzano
- Margarita Cortés
- Consuelo Frank